# Collegio uninominale Trentino-Alto Adige - 01 (Camera dei deputati 2020)
Il collegio elettorale uninominale Trentino-Alto Adige - 01 è un collegio elettorale uninominale della Repubblica Italiana per l'elezione della Camera dei deputati.

## Territorio
Come previsto dalla legge n. 51 del 27 maggio 2019, il collegio è stato definito tramite decreto legislativo all'interno della circoscrizione Trentino-Alto Adige.
È formato dal territorio di 81 comuni della provincia autonoma di Trento: Albiano, Aldeno, Altavalle, Amblar-Don, Andalo, Borgo d'Anaunia, Bresimo, Caldes, Campitello di Fassa, Campodenno, Canal San Bovo, Canazei, Capriana, Castello-Molina di Fiemme, Cavalese, Cavareno, Cavedago, Cavedine, Cavizzana, Cembra Lisignago, Cimone, Cis, Cles, Commezzadura, Contà, Croviana, Dambel, Denno, Dimaro Folgarida, Fai della Paganella, Garniga Terme, Giovo, Imer, Lavis, Livo, Lona-Lases, Madruzzo, Malé, Mazzin, Mezzana, Mezzano, Mezzocorona, Mezzolombardo, Moena, Molveno, Novella, Ossana, Panchià, Peio, Pellizzano, Predaia, Predazzo, Primiero San Martino di Castrozza, Rabbi, Romeno, Ronzone, Roveré della Luna, Ruffré-Mendola, Rumo, Sagron Mis, San Giovanni di Fassa, San Michele all'Adige, Sanzeno, Sarnonico, Segonzano, Sfruz, Soraga di Fassa, Sover, Spormaggiore, Sporminore, Terre d'Adige, Terzolas, Tesero, Ton, Trento, Valfloriana, Vallelaghi, Vermiglio, Ville d'Anaunia, Ville di Fiemme e Ziano di Fiemme.
Il collegio è parte del collegio plurinominale Trentino-Alto Adige - 01.

## Eletti
| Elezione | Elezione | Deputato           | Partito           |
| -------- | -------- | ------------------ | ----------------- |
|          | 2022     | Andrea de Bertoldi | Fratelli d'Italia |

1. ↑  Aderisce al gruppo misto-NI in data 12.08.2024. Aderisce al gruppo Lega - Salvini Premier il 05.02.2025

## Dati elettorali

### XIX legislatura
Come previsto dalla legge elettorale, 147 deputati sono eletti con sistema a maggioranza relativa in altrettanti collegi uninominali a turno unico.
| Candidati                                 | Candidati                    | Voti    | %     | Liste                          | Voti    | %     |
| ----------------------------------------- | ---------------------------- | ------- | ----- | ------------------------------ | ------- | ----- |
|                                           | Andrea de Bertoldi ✔️ Eletto | 57 083  | 40,93 | Fratelli d'Italia              | 35 242  | 25,27 |
| Lega per Salvini Premier                  | Andrea de Bertoldi ✔️ Eletto | 57 083  | 40,93 | 14 744                         | 10,57   |       |
| Forza Italia                              | Andrea de Bertoldi ✔️ Eletto | 57 083  | 40,93 | 6 331                          | 4,54    |       |
| Noi moderati/Lupi - Toti - Brugnaro - UDC | Andrea de Bertoldi ✔️ Eletto | 57 083  | 40,93 | 766                            | 0,55    |       |
|                                           | Sara Ferrari                 | 44 347  | 31,80 | Partito Democratico-IDP        | 32 772  | 23,50 |
| Alleanza Verdi e Sinistra                 | Sara Ferrari                 | 44 347  | 31,80 | 5 979                          | 4,29    |       |
| +Europa                                   | Sara Ferrari                 | 44 347  | 31,80 | 5 124                          | 3,67    |       |
| Impegno Civico - Centro Democratico       | Sara Ferrari                 | 44 347  | 31,80 | 472                            | 0,34    |       |
|                                           | Roberto Sani                 | 12 477  | 8,95  | Azione - Italia Viva - Calenda | 12 477  | 8,95  |
|                                           | Lorenzo Ossanna              | 8 131   | 5,83  | Südtiroler Volkspartei         | 8 131   | 5,83  |
|                                           | Rudi Tranquillini            | 7 932   | 5,69  | Movimento 5 Stelle             | 7 932   | 5,69  |
|                                           | Martina Battan               | 3 005   | 2,15  | Italexit                       | 3 005   | 2,15  |
|                                           | Eliana Pecorari              | 2 789   | 2,00  | Vita                           | 2 789   | 2,00  |
|                                           | Gianfranco Merlin            | 2 179   | 1,56  | Italia Sovrana e Popolare      | 2 179   | 1,56  |
|                                           | Ivo Cestari                  | 1 520   | 1,09  | Unione Popolare                | 1 520   | 1,09  |
| Totale                                    | Totale                       | 139 463 | 100   |                                | 139 463 | 100   |
|                                           |                              |         |       |                                |         |       |
| Schede bianche                            | Schede bianche               | 2 298   | 1,58  |                                |         |       |
| Schede nulle                              | Schede nulle                 | 4 125   | 2,83  |                                |         |       |
| Votanti                                   | Votanti                      | 145 886 | 69,31 |                                |         |       |
| Elettori                                  | Elettori                     | 210 471 |       |                                |         |       |